# AC Arles
Athlétic Club Arlésien (normalt bare kendt som AC Arles) er en fransk fodboldklub fra Arles i Provence. Klubben spiller i den anden bedste række, Ligue 2 og blev stiftet i 1913. Hjemmebanen er Stade Fernand Fournier.

## Titler
- Ingen

## Kendte spillere
- Gaël Givet
- Djibril Cissé

## Danske spillere
- Ingen